# Guglielmo Stefani
Guglielmo Stefani ( Venecia, 5 de julio de 1819 - Turín, 11 de junio de 1861 ) fue un periodista italiano, fundador de la influyente Agenzia Stefani.

## Biografía
Tras estudiar en Padua, regresó a su ciudad natal, Venecia, donde trabajó como periodista. Colaboró en el diario Caffè Pedrocchi, publicación que promovía la unificación italiana. Durante las protestas de 1848, cuando se intentó fallidamente liberar Venecia del dominio austríaco, Stefani fue encarcelado. Fue expulsado junto a otros 86 presos políticos condenados por el Imperio austriaco por sus "intrigas subversivas". Se trasladó a Turín, donde fue redactor jefe del periódico piamontés Gazzetta piemontese. Stefani fue nombrado director del periódico en 1849 y continuó en el puesto hasta 1857.
La Agenzia Stefani (Agenzia Telegrafica Stefani) fue fundada por Stefani en Turín el 26 de enero de 1853, en una época en la que también se habían creado agencias de noticias en otros países europeos: Charles-Louis Havas creó la agencia Havas en París en 1836; el Dr. Bernhard Wolff fundó una agencia de noticias en Berlín en 1849, y Paul Reuter abrió la agencia Reuters en Londres en 1858, trasladándose desde Aquisgrán, donde se había establecido en 1851. Estas agencias facilitaron la circulación de coberturas noticiosas entre periodistas cuyo trabajo se hacía originalmente en inglés, francés, alemán o italiano. Reunieron sus propios recursos de traducción e investigación, y los periódicos recurrieron a ellos como canal centralizado, especialmente para la cobertura de noticias extranjeras.
La Agenzia Stefani fue fundada con la ayuda de Camillo Benso, conde de Cavour, quien fue primer ministro del Reino de Piamonte-Cerdeña. Junto con el conde de Cavour, Guglielmo Stefani apoyó los esfuerzos de unificación italiana. El Reino de Italia (1861-1946) se establecería el mismo año en que murieron Cavour y Stefani. La Agencia Stefani continuó funcionando tras la muerte de Stefani y fue conocida como una herramienta de propaganda del régimen gobernante en Italia, incluso durante el régimen fascista de Benito Mussolini.
La Agenzia Stefani se centró originalmente en recopilar noticias de Turín y la zona circundante del Piamonte, pero aumentó en tamaño y el alcance de su cobertura creció a medida que Italia se unificaba, a mediados del siglo XIX. Para la recogida de noticias extranjeras, la Agenzia Stefani tenía un contrato con la agencia de noticias parisina Havas.  En 1881, la sede de la Agencia Stefani se trasladó de Turín a Roma, que ya contaba con una numerosa comunidad de periodistas que cubrían noticias relacionadas con el Vaticano. La Agenzia Stefani era menos autónoma que otras agencias de noticias europeas y, de hecho, operaba como una agencia gubernamental en Italia, sirviendo como portavoz del régimen gubernamental.